# Аніл Менон
Аніл Менон (нар. 1964) — індійський письменник-фантаст, а також інформатик, доктор наук.

## Життєпис
Він працював в університеті Сіракузи та є автором наукових робіт, також редагував книги з тематики еволюційних алгоритмів. Дослідження вченого стосувалося математичних основ реплікаторних систем, мажоризації та реконструкції імовірнісних баз даних у співпраці з професорами Кішаном Мехротром, Молу Хілукурі та Санджай Ранка.
Пропрацювавши декілька років комп'ютерним науковцем, він спрямував свою творчу енергію на художню літературу. Його оповідання та рецензії з'явилися в антології серії «Exotic Gothic», «Strange Horizons», «Interzone», «Lady Churchill's Rosebud Wristlet», «Chiaroscuro», «Sybil's Garage», «Apex Digest» та інших журналах.
У 2009 році провідна в Індії феміністична преса Zubaan Books опублікувала дебютний роман письменника для підлітків «Звір за дев'ять мільярдів футів». Він увійшов до списку номіннтів премії "Vodafone Crossword Book Award 2010 " . У 2009 році спільно з Ванданою Сінгх та Сучітра Матхур він допоміг організувати першу в Індії виставку художньої літератури в ІІТ-Канпурі.

## Літературні твори

### Оповідання
- «Кохання в жаркому кліматі» у збірці: Історії (ред.) Джей Лейк, Wheatland Press, 2005. ISBN 0-9755903-3-2
- «Архіпелаг» у журналі «Дивні горизонти», квітень 2005 року. Шорт-лист: 2006 р. Премія Товариства Карла Брендона Parallax Society .
- «Юстас Альберт» у « Часі для Бедлама» (ред.) Роджер Арбукл, Saltboy Publisher, 2005. ISBN 1-4116-5438-2
- «Стандартне відхилення» у журналі «Чіароскуро», березень 2005 року. Передруковано в журналі «Калкіон», липень 2010 року. Почесне згадування: Найкраща фентезі та жах року (ред.) Еллен Датлоу), 2006 р.
- «Діалетея» у журналі « Новий жанр», випуск № 5, весна 2007 року.
- «Невидима рука» у Наручна розетка леді Черчілль, № 20, червень 2007 року.
- «Небо, повне констант» в Albedo One, випуск 33, 2007.
- «Вермільйон» журналу «Інтернова», випуск № 10, січень 2007 року.
- «Харріс про свиню: практичні підказки для свинарника» у «From The Trenches» (ред.) JP Haines & S. Henderson), Carnifax Press, 2006. ISBN 0-9789583-2-2. Передруковано в журналі Apex, грудень 2008 року.
- «В ніч» в часописі Інтерзона, січень 2008 року. Передруковано у The Apex Book Of World SF (ред. Lavie Tidhar), 2008 р. Передрукований Apex Digest, листопад 2008 року. Передруковано «Галактики», січень 2010 року.
- «Скло, що горить» у Відповідь на Ворона (ред.) Марія Грація Кавічіоллі), 2009 р.
- «Сутра Пуанкаре» в «Гараж. Сибіла», 7-й випуск 2011 року. Висунута на премію «Параллакс» Товариства Карла Брендона у 2010 році та на премію «Карл Брендон» .
- «Невпевнена година» у «Заплутаному банку»: кохання, диво та еволюція (ред.) Кріс Лінч), лютий 2011 року.
- «Хавелі» в «Екзотична готика» 5, т. II (ред.) Данель Олсон), PS Publishing, 2012.

### Дитяча фантастика
- «Лід» у Shockwave & Other Cyber Stories (ред.) Вацала Каул), Книги пінгвінів, Індія, 2007. ISBN 0-14-333054-3.
- «До і після» у Діалозі гідності, серпень 2010 року.
- «Крикнат» у «Шепіт у класі», «Голоси на полі» (ред.) Річа Джа), липень 2011 року.
- «Різна балетка» у «Спортивних історіях» (ред.) Хіманджалі Санкар), Схоластична Індія, 2011 р.
- «Більше немає», журнал Hoot, липень 2011 року.

### Романи
- Звір за дев'ять мільярдів футів, видавництва Zubaan (Індія), 2009 р., ISBN 978-81-89884-39-0. Увійшов до списку вручення премії Vodafone-Crossword 2010 року.

### Антології
- Розбиття лука: спекулятивна фантастика, натхненна Рамаяною (ред. Аніл Менон і Вандана Сінгх), книги Zubaan, грудень 2011 року.

## Статті
- «Полювання на Снарка: на слід регіонального індійського СФ». [Архівовано 14 квітня 2019 у Wayback Machine.] Переклад: Хуан Мадрігал [Архівовано 14 квітня 2019 у Wayback Machine.] , Literatura Prospectiva 5 травня 2010 року.
- «Будівництво світу в умовах жаркого клімату», редакція журналу World SF, 19 травня 2010 року [Архівовано 13 листопада 2019 у Wayback Machine.]
- «Сире та приготоване» [Архівовано 13 листопада 2019 у Wayback Machine.], редакція блогу World SF, 25 листопада 2009 року.

## Інтерв'ю
- Інтерв'ю з SF-сигналом 02 листопада 2009 року.
- Hindustan Times, інтерв'ю Сумеєт Каул, 06 грудня 2009 року.
- Індуїстський, метро «Кочі», інтерв'ю Према Манманхана, 15 січня 2010 року.
- Інтернет- інтерв'ю Kalkion від Swapnil Bhartiya, 15 лютого 2010 року.
- Блог літератури на санскриті [Архівовано 13 листопада 2019 у Wayback Machine.], інтерв'ю Венеції Енселл, 4 березня 2010 року.
- Журнал OPEN: Зміна епічних традицій [Архівовано 28 грудня 2018 у Wayback Machine.], інтерв'ю Суда Г. Тілак, 2 серпня 2010 року.
- NRK (Норвезька телерадіомовна корпорація) [Архівовано 14 серпня 2013 у Wayback Machine.], інтерв'ю Ана Летісії Сігварцен, 16 червня 2011 року.